# Alfredo Moreira Júnior
Alfredo Moreira Júnior, conegut com a Zezé Moreira, (16 d'octubre de 1907 - 10 d'abril de 1998) fou un futbolista brasiler i entrenador.

## Selecció del Brasil
Va formar part de l'equip brasiler a la Copa del Món de 1954 com a entrenador.

## Palmarès

### Jugador
Flamengo
- Campionat carioca (2): 1925, 1927

Palmeiras
- Campionat paulista (1): 1934

### Entrenador
Botafogo
- Campionat carioca (1): 1948

Fluminense
- Campionat carioca (2): 1951, 1959
- Copa Rio (1): 1952

Brasil
- Campionat Pan-americà (1): 1952

Vasco da Gama
- Taça Guanabara (1): 1965
- Torneio Rio-São Paulo (1): 1966

São Paulo
- Campionat paulista (1): 1970

Cruzeiro
- Campionat mineiro (1): 1970
- Copa Libertadores (1): 1976

Bahia
- Campionat baiano (2): 1978, 1979

Nacional
- Campionat uruguaià de futbol (2): 1963, 1969